# Gabriel González Videla
Gabriel Enrique González Videla (La Serena, 22 de noviembre de 1898-Santiago, 22 de agosto de 1980) fue un abogado, diplomático y político chileno, uno de los más importantes líderes del Partido Radical (PR) durante la primera mitad del siglo XX, al haberlo dirigido en 1932 y más tarde en 1938. Fue diputado en tres periodos no consecutivos, entre 1930 y 1939. Durante su gestión parlamentaria presidió la Cámara de Diputados entre enero y julio de 1933, para luego desempeñarse como senador entre los años 1945 y 1946, y finalmente como presidente de la República. Luego de haber sido el candidato de la Alianza Democrática, formada por radicales, comunistas y democráticos. Tras obtener una mayoría relativa, con el 40 % de los votos, y ser ratificado por el Congreso pleno, González Videla fue investido como presidente para el período entre 1946 y 1952. Diplomáticamente sirvió como embajador de Chile en Francia, Luxemburgo, Bélgica, Portugal y Brasil.
Su gobierno destacó por iniciativas de desarrollo económico y la creación de empresas estatales como la Empresa Nacional del Petróleo (ENAP) y la Siderúrgica Huachipato (CAP). Promovió el desarrollo de la provincia de Coquimbo a través del «Plan Serena» en el cual invirtió grandes sumas de dinero para remodelar arquitectónicamente, su ciudad natal y, fue el primer jefe de Estado en visitar la Antártida, como parte de su iniciativa para asegurar los derechos reclamados por Chile sobre dicho continente. Durante su administración, además, se otorgó plenos derechos políticos a la mujer y nombró a la primera ministra de Estado de Chile y de América Latina, Adriana Olguín (en la cartera de Justicia).
A nivel político, su gobierno quedó enmarcado por el inicio de la Guerra Fría en el contexto internacional. Pese a que los comunistas lo apoyaron en su candidatura, la presión estadounidense y los conflictos que mantuvieron con el presidente una vez asumido motivaron al gobierno a promulgar la «Ley de Defensa Permanente de la Democracia» en 1948. La llamada Ley Maldita proscribió al Partido Comunista (PC) e inició una persecución de sus militantes, muchos de los cuales debieron exiliarse como el poeta Pablo Neruda. Poco después, en octubre, el gobierno logró desbaratar el llamado «complot de las patitas de chancho», organizado por miembros del Ejército y la Aviación para elevar al poder a Carlos Ibáñez del Campo.
A su vez, su ministro de Hacienda Jorge Alessandri Rodríguez, no sólo logró detener la inflación que venía aumentando desde hacía una década, sino que consiguió obtener un superávit fiscal. Sin embargo, la restrictiva política de gasto fiscal provocó en enero de 1950 el paro de los empleados de varios servicios públicos (electricidad, teléfonos y ferrocarriles), lo que provocó la caída de todos los ministros. El nuevo gabinete de "Sensibilidad Social" no contó con mayoría en el Congreso Nacional, lo que debilitó considerablemente al presidente en sus últimos años de gobierno y dio término a la llamada "era radical", iniciada en 1936 por el presidente Pedro Aguirre Cerda.

## Infancia y juventud
Nació en La Serena el 22 de noviembre de 1898. Sus padres fueron Gabriel González Castillo y María Teresa Videla Zepeda, cuya familia tiene origen en Murcia (España). Gabriel era el mayor de los dieciocho hijos que tuvo el matrimonio.
Realizó sus estudios primarios en el Liceo de La Serena y después se trasladó a Santiago donde ingresó en la Escuela de Derecho en la Universidad de Chile. Para costear sus estudios universitarios se empleó en la agencia del diario El Sur. En 1919 se convirtió en secretario privado de Carlos Dávila, director del diario La Nación. Esta actividad le puso en contacto con el mundo político y le permitió conocer directamente a las más importantes figuras nacionales de su época. También trabajó en la Dirección General de Estadística.
González Videla, que había hecho el servicio militar, fue movilizado como oficial de reserva del Ejército en 1920 para la llamada «Guerra de don Ladislao» durante la presidencia de Juan Luis Sanfuentes. Se graduó de abogado el 2 de diciembre de 1922 y su memoria trató sobre Estadística chilena. El mismo año de su titulación, su padre quedó paralítico, por lo que debió hacerse cargo de la familia; regresó a La Serena, donde abrió su estudio profesional, y ejerció en la zona hasta 1929.
En forma paralela a su carrera política, presidió la delegación chilena al Congreso de las Democracias en Montevideo (Uruguay) y fue el primer vicepresidente del mismo. Presidió la empresa periodística La Hora de Santiago y El Chileno de La Serena. Además, presidió la Línea Aérea Nacional (LAN Chile), fue director de «Floto y Compañía», entre otras sociedades mineras e industriales nacionales.
En 1926 contrajo matrimonio con Rosa Markmann, conocida como Miti, con quien tuvo tres hijos; Silvia, Rosita y Gabriel.

## Trayectoria política
En 1915, influenciado por sus profesores radicales, ingresó al Centro de Propaganda Radical Manuel Antonio Matta, con lo que dio comienzo a su carrera en el Partido Radical (PR). En 1923 se inició como masón en la logia Luz y Esperanza. 
El Ministerio de Guerra ordenó su detención en 1925 debido a una acalorada intervención suya en la Asamblea Radical de La Serena, en que pedía el cese de la actividad política de los militares. Arrestado, cuando lo trasladaban a la prefectura González Videla aprovechó un descuido de sus captores y escapó. Se refugió en el Club Social de la ciudad y logró obtener un recurso de amparo gracias al que pudo quedar en libertad. Esta situación lo puso en el primer plano político de las provincias del norte, llegando a reunirse incluso con el presidente Arturo Alessandri por el incidente. Apoyado por las asambleas radicales de Coquimbo, fue elegido en 1930 diputado del Congreso Termal por la Cuarta Agrupación Departamental, correspondiente a La Serena, Coquimbo, Elqui, Ovalle, Combarbalá e Illapel (periodo legislativo 1930-1934), el cual se conformó por acuerdo entre el presidente Carlos Ibáñez del Campo y los partidos políticos, sin realizarse elecciones. Integró la Comisión Permanente de Legislación y Justicia.
Opositor a Ibáñez, durante la crisis económica y política de 1931 pidió la renuncia al mandatario, lo que motivó una nueva orden de detención en su contra. González Videla se resistió al arresto y se atrincheró en su hogar, pero la intervención de los presidentes de las cámaras evitó que se produjera un enfrentamiento. Tras la caída de Ibáñez, presentó su renuncia al Parlamento, la que fue rechazada, por lo que se inhabilitó tomando parte en un juicio en contra del fisco.
Tras la crisis política de 1932, que derrocó al presidente Juan Esteban Montero, el 4 de junio fue decretada la disolución del Congreso, sumado a que motivó la renuncia de la directiva radical que había colaborado con el mandatario. La nueva Junta Central Radical eligió por unanimidad a Gabriel González Videla presidente del partido. En ese cargo tomó contacto con los otros jefes de partidos y con las guarniciones militares de Antofagasta y La Serena, con el fin de provocar la caída del gobierno de Carlos Dávila.
Tras varios cambios de gobierno, en octubre de 1932 asumió la jefatura del Estado Abraham Oyanedel, quien convocó a elecciones parlamentarias y presidenciales. Los líderes de los partidos Conservador y Liberal conversaron con González Videla para darle su apoyo a una posible candidatura suya, pero este rechazó la oferta, ofreciendo en cambio, a nombre del partido, la candidatura a Arturo Alessandri, quien sería elegido presidente. En las parlamentarias de 1932, obtuvo su reelección como diputado por la reformada Cuarta Agrupación Departamental, correspondiente a La Serena, Elqui, Ovalle e Illapel, por el periodo 1933-1937. Fue reemplazante en la Comisión Permanente de Hacienda y presidió la Cámara de Diputados entre el 9 de enero y el 10 de julio de 1933. Ese mismo año, fue destinado como embajador en Portugal por lo que dejó su cargo en el Congreso y fue reemplazado por Julio Pinto Riquelme, el 7 de noviembre del mismo año.
Aunque el Partido Radical inicialmente apoyó al gobierno de Alessandri, el giro a la derecha del presidente provocó un quiebre con el radicalismo. En 1936 postuló al Senado en una elección complementaria, pero fue derrotado por el candidato de derecha en una violenta elección, lo que motivó su distanciamiento de Alessandri.
González Videla apoyó la formación del Frente Popular, que implicaba una alianza entre los radicales y los partidos de izquierda. En 1937 volvió a encabezar el Partido Radical y se desempeñó, además, como presidente del Comité Ejecutivo Nacional (CEN) del Frente Popular. Al año siguiente entregó el liderazgo de la coalición a Marmaduque Grove, como gesto ante la renuncia de este a su candidatura presidencial a favor de Pedro Aguirre Cerda. En esos años, obtuvo su tercer periodo consecutivo como diputado por la misma agrupación (periodo legislativo 1937-1941), debiendo renunciar al cargo luego de la designación como embajador en Francia en 1939. Durante su gestión integró la Comisión Permanente de Hacienda y fue reemplazante en la Comisión Permanente de Vías y Obras Públicas.
El 21 de mayo de 1938, durante la lectura del mensaje anual del presidente, ante el Congreso Pleno, pidió la palabra para realizar una protesta contra el gobierno. Como no le fue concedida y los parlamentarios opositores comenzaron a retirarse del recinto, lo que provocó una serie de altercados, que culminaron con un disparo por parte del líder del Movimiento Nacional-Socialista de Chile (MNS) Jorge González von Marées. Horas más tarde, ordenada la detención de éste, intentó impedirla, argumentando la inviolabilidad del Parlamento, pero ambos fueron detenidos por carabineros, aunque González Videla sería liberado al instante por la intervención del presidente de la Cámara. Posteriormente, y para vengar lo ocurrido, González Videla atacó a puñetazos en el Congreso al ministro del Interior, Luis Salas Romo.

## Actuación diplomática
Tras la victoria de Pedro Aguirre Cerda, fue nombrado en 1939 embajador en Francia y correspondiente en Bélgica y Luxemburgo. Durante su estadía, estudió e hizo cursos de sociología y economía en la Universidad de La Sorbonne. Fue además testigo de la derrota de Francia ante la Alemania nazi tras el estallido de la Segunda Guerra Mundial. Las difíciles condiciones durante la huida del cuerpo diplomático de París provocaron la muerte de su hijo recién nacido; como embajador, participó en el rescate de republicanos españoles. El 29 de marzo de 1939 fue destinado como embajador extraordinario en Portugal, por encargo del presidente Pedro Aguirre Cerda, siendo dispensando de sus labores como parlamentario por el tiempo de duración de su destinación.
Algunos autores han opinado que su experiencia diplomática le dio lecciones que servirían para su futura política anticomunista, al estar el comunismo proscrito en la Europa ocupada por el fascismo. Otros rechazan esta interpretación, argumentando que González Videla no daba legitimidad a las acciones del fascismo contra los partidos políticos, que incluían a los radicales.
En 1941,  después del fallecimiento de Pedro Aguirre Cerda, se enfrentó a Juan Antonio Ríos «en las elecciones internas que designarían el candidato del radicalismo a la presidencia. Como los resultados fueron muy estrechos, un tribunal de honor resolvió en favor de Ríos».
Al año siguiente (1942), Ríos lo nombró embajador en Brasil. Centró su trabajo en la idea de una complementariedad económica entre ambos países respecto a las materias primas, firmando un Tratado de Comercio y Navegación en 1943. Concebía al Brasil como la gran potencia de Sudamérica y su proceso de industrialización como ejemplo a seguir. Renunció al cargo de embajador en 1944.
En las elecciones parlamentarias de 1945 electo senador por la Primera Agrupación Provincial; Tarapacá y Antofagasta, para el periodo 1945-1953. Integró la Comisión Permanente de Relaciones Exteriores y Comercio. Fue miembro de la delegación chilena que participó en la Conferencia de Paz en San Francisco, California, que dio como resultado la creación de la Organización de Naciones Unidas (ONU).
A principios de 1946, el presidente Ríos dejó su cargo afectado por un cáncer. Falleció el 27 de junio de ese mismo año, sin terminar su periodo. Lo sucedió su ministro del Interior, Alfredo Duhalde Vásquez, a quien le correspondió llamar a elecciones presidenciales.
En la Convención Radical de 1946, planteó su precandidatura a la presidencia, la que fue apoyada y ratificada por la Alianza Democrática (que reunía a radicales, comunistas y demócratas). El 4 de septiembre del mismo año, obtuvo una mayoría relativa con un 40 % de los votos, por lo que el Congreso Nacional tuvo que dirimir entre el otro candidato; Eduardo Cruz-Coke y González Videla. Gracias al apoyo del Partido Liberal logró su nombramiento por 136 votos contra 46 de Cruz-Coke, el 24 de octubre de 1946. Dejó su cargo en el Senado el 3 de noviembre de 1946, tras asumir la presidencia de la República y fue remplazado por Ángel Custodio Vásquez Galdames, el 11 de febrero de 1947.

## Gobierno

### Política interna

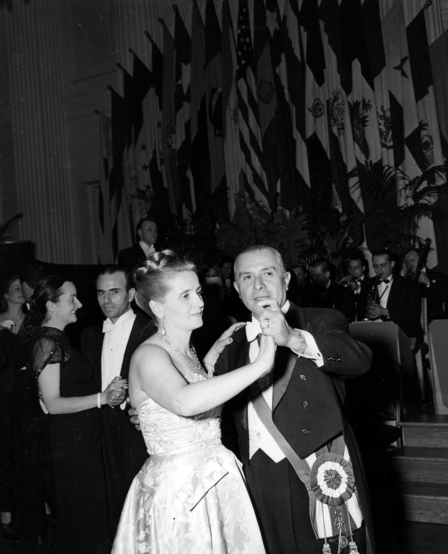
Gabriel González Videla junto a su esposa Rosa Markmann Reijer en una visita a Estados Unidos.

Durante su gobierno, es posible identificar dos períodos. Los primeros meses, desde noviembre de 1946, hasta abril de 1947, mantuvo una estrecha alianza con los comunistas. Esto incluyó la presencia de tres ministros en el gabinete, algo inédito en la historia de Chile: Carlos Contreras Labarca, Miguel Concha Quezada y Víctor Contreras Tapia. En abril, estos debieron abandonar el gobierno y se inició el distanciamiento, transformándose en un quiebre profundo a partir de junio, que acentuó las medidas represivas contra ellos. Para llegar a este punto fueron decisivos tanto los conflictos internos (problemas económicos y una creciente agitación social) como la presión del gobierno estadounidense. A partir de entonces, el gobierno debió hacer esfuerzos para encontrar aliados en los restantes partidos.
En el ámbito político, dos leyes dictadas bajo su mandato tendrían notable trascendencia: la primera es la promulgada en 1949, que otorgaba a la mujer plenos derechos políticos, alcanzando así la igualdad cívica con el hombre. El sufragio femenino se hacía extensivo en Chile a las elecciones parlamentarias y presidenciales, sumando así al proceso democrático a un importante sector del país que había quedado al margen por largo tiempo. Por cierto, González Videla nombró a la primera mujer que ocupó el cargo de ministra de Estado en América Latina: Adriana Olguín, que ocupó la cartera de Justicia.
La segunda es la llamada Ley Maldita: La represión contra los comunistas, durante el año 1947, se valió de la «Ley de Seguridad Interior del Estado». En 1948 se agregó una normativa más específica, la Ley de Defensa de la Democracia, mediante la cual se prohibía la existencia del Partido Comunista (PCCh). Al mismo tiempo, reprimió con violencia las protestas sociales (en particular, las de los mineros) y rompió relaciones diplomáticas con la Unión Soviética y los demás países del llamado bloque oriental.
El poeta y senador comunista Pablo Neruda se transformó entonces en el más fuerte antagonista del presidente, pronunciando en el Senado apasionados discursos y publicando artículos contra el Gobierno en el extranjero, ya que el diario del Partido Comunista chileno, El Siglo, estaba bajo censura. Neruda criticó fuertemente a González Videla, llamándolo «rata», lo acusó de ser amigo de los nazis durante sus años de embajador en París y de invitarlos a elegantes cenas a la embajada chilena, de vender el país a empresas estadounidenses (a la primera dama Rosa Markmann le incriminó el ocultar sus orígenes judíos mientras vivieron en Europa durante la Segunda Guerra Mundial), y de enriquecerse comprando diamantes a europeos empobrecidos y casando a su descendencia con las familias más ricas de América del Sur. La furia de Neruda fue comprensible si se toma en cuenta que había sido uno de los responsables de su campaña electoral. El poeta no le perdonaría nunca su traición y el que lo persiguiera: en sus libros Canto General y Confieso que he vivido le dedica poéticas injurias, y en el discurso pronunciado al recibir el Premio Nobel de Literatura en 1971 recordará su huida de Chile.
Una vez producida la salida de los comunistas del gobierno, y luego de una transición dirigida por un gabinete de administración donde proliferaban las figuras independientes, en especial Jorge Alessandri Rodríguez en el Ministerio de Hacienda, González Videla llamó a conservadores y liberales, constituyendo, junto con los radicales, demócratas y una facción de socialistas, el llamado gabinete de Concentración Nacional (julio de 1948). Con él, el gobierno triunfaría en las elecciones parlamentarias de 1949. Sin embargo, diversos opositores intentarían organizar un golpe de Estado para derrocarlo e instalar en el poder al general Carlos Ibáñez del Campo, pero la idea fracasó al ser descubierto el denominado Complot de las patitas de chancho.

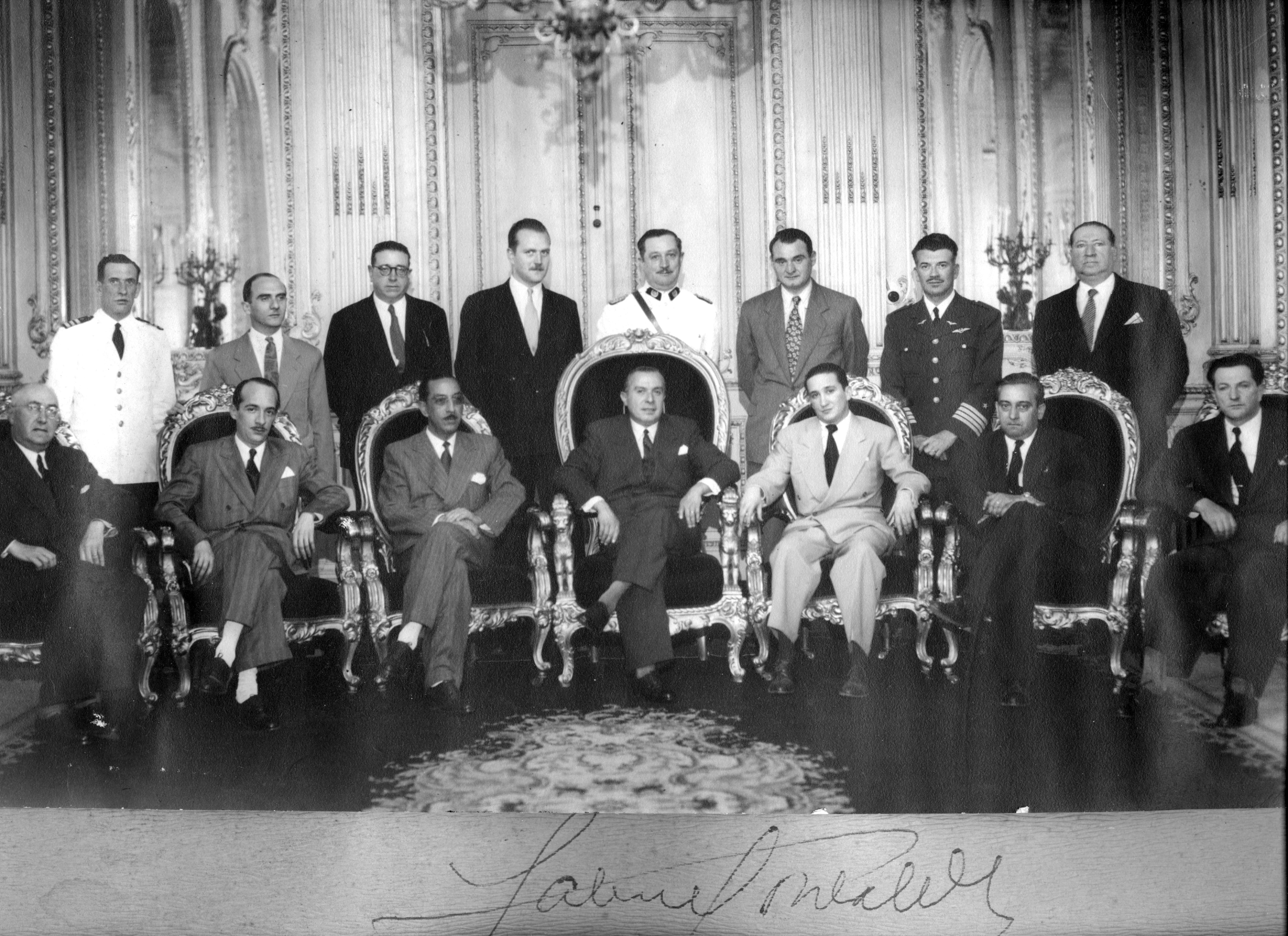
Gabinete de subsecretarios: el 2.º de izquierda a derecha (abajo) es el de Economía, Raúl Fernández Longe, el 4.º González Videla, el 5.º, Manuel Trucco Gaete, de RR.EE, el 6.º, Rafael Agustín Gumucio, de Hacienda. El 1.º izquierda a derecha (arriba) es el de Aviación, Darío Callejas Rojas, el 5.º Guillermo López Larraín, de Guerra, el 7.º, Horacio de la Fuente, de Marina.

La restrictiva política económica seguida por Alessandri, que permitió en parte controlar la inflación y conseguir un amplio superávit fiscal, no era del todo compartida por la coalición de gobierno, en especial por los radicales, que querían incrementar el gasto fiscal, particularmente aumentando los salarios de los empleados públicos, con miras a beneficiarse de los mismos y mantenerse en el gobierno en la elección presidencial de 1952. Una huelga de empleados públicos en enero de 1950 —apoyada por los radicales en desmedro del gobierno que la consideraba ilegal—, provocó la salida del gobierno de los conservadores y liberales.
En ese escenario, Gabriel González Videla convocó a los partidos de oposición socialcristianos, falangistas, democráticos, agrario-laboristas y las facciones socialistas a formar gobierno, a lo que solo respondieron los dos primeros, formándose el llamado «Gabinete de Sensibilidad Social». Este, minoritario en ambas cámaras, acabó por restar toda iniciativa al presidente, que llevaría adelante un régimen de mera administración hasta el término de su gobierno.
Fue así como se convirtió en el único presidente chileno que gobernó con partidos de todo el espectro político: inició su mandato con sectores de la izquierda, luego con los partidos de derecha (Concentración Nacional) y terminó con los del centro en lo que se conoció como el "gabinete de sensibilidad social".
González Videla fue uno de los primeros jefes de Estado adictos a pasar fines de semana y los veranos en el Palacio Presidencial de Cerro Castillo con recepciones que él y su esposa organizaban allí. La pareja presidencial también adquirió fama por decorar el palacio de La Moneda con finos y antiguos muebles franceses, así como con valiosas obras de arte.
El 4 de noviembre de 1952, le entregó el mando de la nación a Carlos Ibáñez del Campo, terminando así 14 años de gobiernos radicales.

### Economía
Durante su administración, bajo la dirección de la Corporación de Fomento de la Producción (Corfo), se creó la refinería de petróleo de Concón, la Fundición Nacional de Paipote, la Industria Azucarera Nacional (Iansa), la Siderúrgica Huachipato (CAP) y se siguieron construyendo centrales hidroeléctricas.

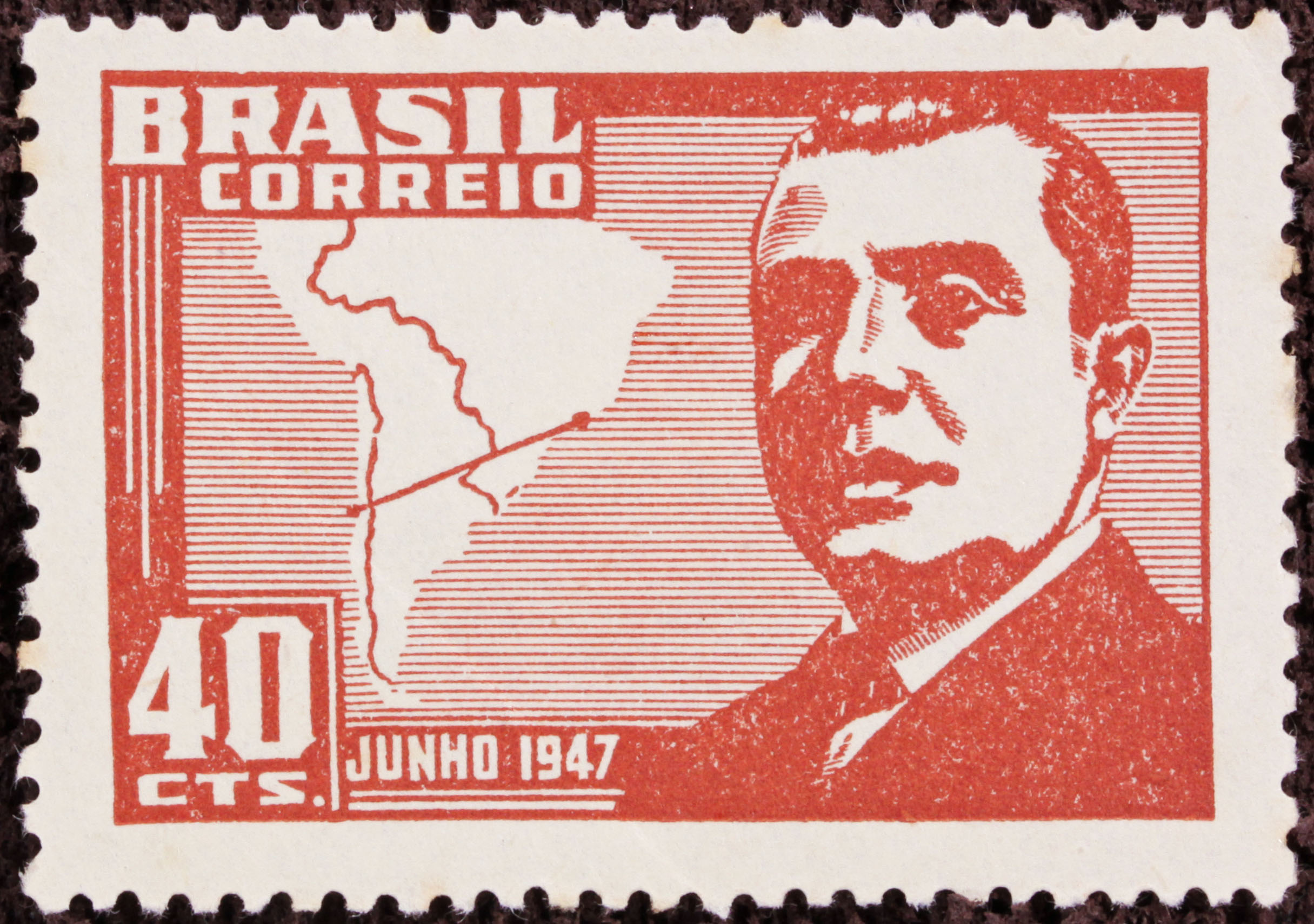
Sello conmemorativo de la visita del Presidente Gabriel González Videla de Chile a Brasil en junio de 1947

Para dotar al país de profesionales técnicos bien capacitados, se fundó la Universidad Técnica del Estado en las bases de la Escuela de Artes y Oficios y de la Escuela de Minas de Copiapó (actuales Universidad de Santiago de Chile y Universidad de Atacama, respectivamente). Posteriormente la universidad estableció nuevas sedes, con lo que afianzó su carácter nacional y llegó a ser la tercera universidad más importante de Chile, la segunda en cobertura y la primera en ciencias aplicadas, hasta 1981 cuando fue disuelta por la dictadura militar de Pinochet, convirtiendo sus sedes en universidades.
En el ámbito de conectividad vial nacional se construyó la carretera Panamericana que uniría el norte de Chile con la capital nacional, en reemplazo del ya obsoleto Ferrocarril Longitudinal Norte, reduciendo notablemente los tiempos de viaje.
Para dar impulso productivo a lo que en aquella época constituía la provincia de Coquimbo, González Videla llevó a cabo el llamado Plan Serena en la ciudad del mismo nombre, que tenía como objetivo descentralizar la inversión estatal, a gran escala, generando un polo económico, cultural y turístico en la provincia. Para ello se fomentó la industria minera y portuaria, la conectividad terrestre y marítima, la producción de energía eléctrica y el turismo. En el plan se puso especial atención en la protección del nutrido patrimonio histórico con que contaba el casco antiguo serenense, generando nueva infraestructura educacional y pública con un estilo neocolonial. Además, contemplaba la recuperación de espacios públicos y el hermoseamiento de algunos otros. También fueron otorgadas parcelas en la zona costera a un grupo de colonos italianos con el fin de fomentar la agricultura, se realizó también una modernización del puerto de Coquimbo.
En materia eléctrica, la administración de González logró un incremento de un 71% de este tipo de energía, gracias a la puesta en funcionamiento de las centrales El Sauzal (VI Región), El Abanico (Los Ángeles) y Pilmaiquén; además, se inició la construcción de las centrales de Los Molles (entró en servicio en 1952), Cipreses (V Región) y Pullinque (Panguipulli, 1962).
Durante su administración se creó la Empresa Nacional del Petróleo (ENAP), se perforaron 73 nuevos pozos. Construye el oleoducto de Manantiales al Estrecho de Magallanes. Instala una planta condensadora de gases. Exporta el lubricante crudo y comienzan los trabajos de la usina de Concón.

### Relaciones internacionales

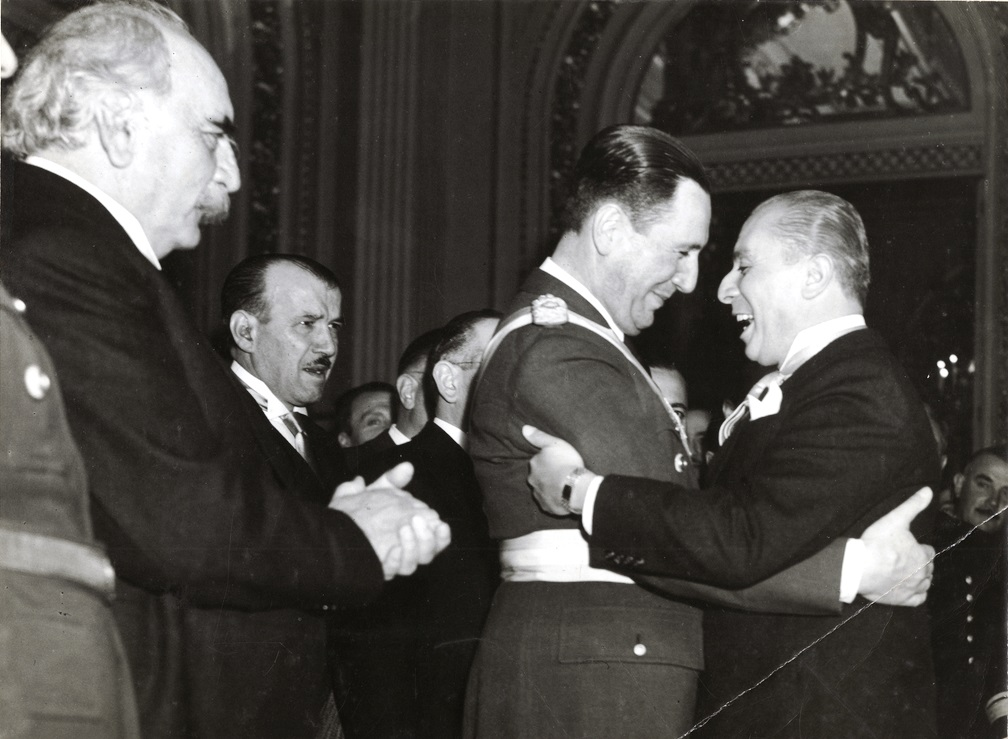
El saludo de dos presidentes: González Videla y Juan Domingo Perón (1946).

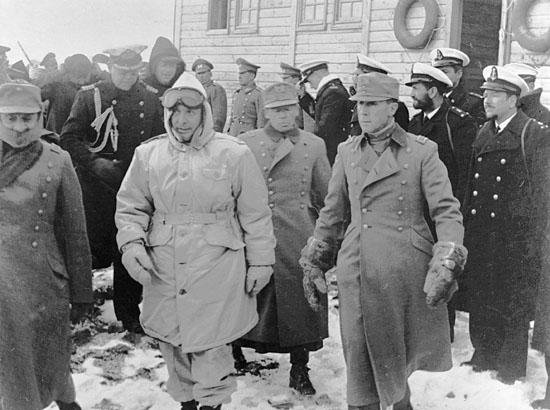
Gabriel González Videla durante la inauguración de la Base General Bernardo O'Higgins en la Antártica, en 1948.

Con el objetivo de asegurar los derechos de Chile en la Antártica, fundó las bases Arturo Prat y Bernardo O'Higgins. Inauguró personalmente esta última, convirtiéndose así en el primer presidente del mundo en visitar el sexto continente.
Al final de su mandato, se firmó la Declaración de Santiago (1952), mediante la cual Chile, Ecuador y Perú reconocían las 200 millas de zona económica exclusiva.
Harry Truman, cuyo gobierno presionó a Chile para que aprobara la ley contra los comunistas, invitó a González Videla a visitar Estados Unidos en 1950, le envió su avión privado y lo recibió con máximos honores.
Mantuvo estrechas relaciones con el gobierno de Bolivia, enviándole pertrechos militares durante la guerra civil de 1949. Sostuvo conversaciones para iniciar negociaciones con el fin de otorgar una salida al mar a Bolivia, proponiendo la entrega de un corredor terrestre al norte de Arica a cambio de compensaciones económicas para Chile, especialmente la utilización de las aguas del lago Titicaca; sin embargo, quedaron estancadas tanto por la negativa recepción en la opinión pública de ambas naciones como por la negativa peruana a otorgar su beneplácito a la utilización de las aguas del lago.

## Después de su mandato
Terminado su mandato, abandonó por varios años la política activa para reaparecer en 1957, como precandidato del Partido Radical para la elección presidencial de 1958, pero declinó de su postulación en favor de Luis Bossay. En 1964 colaboró activamente con la campaña presidencial del senador radical Julio Durán. Sin embargo, su imagen estaba ya muy dañada ante la opinión pública, por lo que su participación política fue casi nula e incluso resistida por algunos sectores.
En 1971 renunció al partido de toda la vida, en desacuerdo con la incorporación de este al gobierno de la Unidad Popular. En junio de ese año, asistió al funeral del exministro del Interior y dirigente democratacristiano Edmundo Pérez Zujovic, asesinado a manos de la Vanguardia Organizada del Pueblo.
En 1973 tomó un papel activo en la oposición al gobierno socialista de Salvador Allende. Fue partidario del Golpe Militar del 11 de septiembre de 1973 y durante el tradicional Te Deum del 18 de septiembre, concurrió a la iglesia de la Gratitud Nacional. Declaró a la prensa: «Me sobran palabras con que agradecer a las fuerzas armadas de Chile por habernos librado de las garras del comunismo ya que estábamos todos a punto de perecer, dada la organización paramilitar que ellos habían organizado. Estamos salvados». Colaboró con la dictadura del general Augusto Pinochet como vicepresidente del Consejo de Estado. Su esposa también fue cercana a Pinochet y a su régimen.
En 1975 publicó sus Memorias, en dos volúmenes.
Falleció en Santiago el 22 de agosto de 1980, a la edad de 81 años. Los funerales se realizaron en su natal La Serena, en cuyo cementerio municipal descansan sus restos en el mausoleo familiar.

## Condecoraciones

### Condecoraciones extranjeras
- Gran Cruz de la Orden de Cristo ( Portugal)[2]
- Comendador Legión de Honor ( Francia)[2]
- Gran Cruz de la Orden del León Neerlandés ( Países Bajos)

## Homenajes póstumos

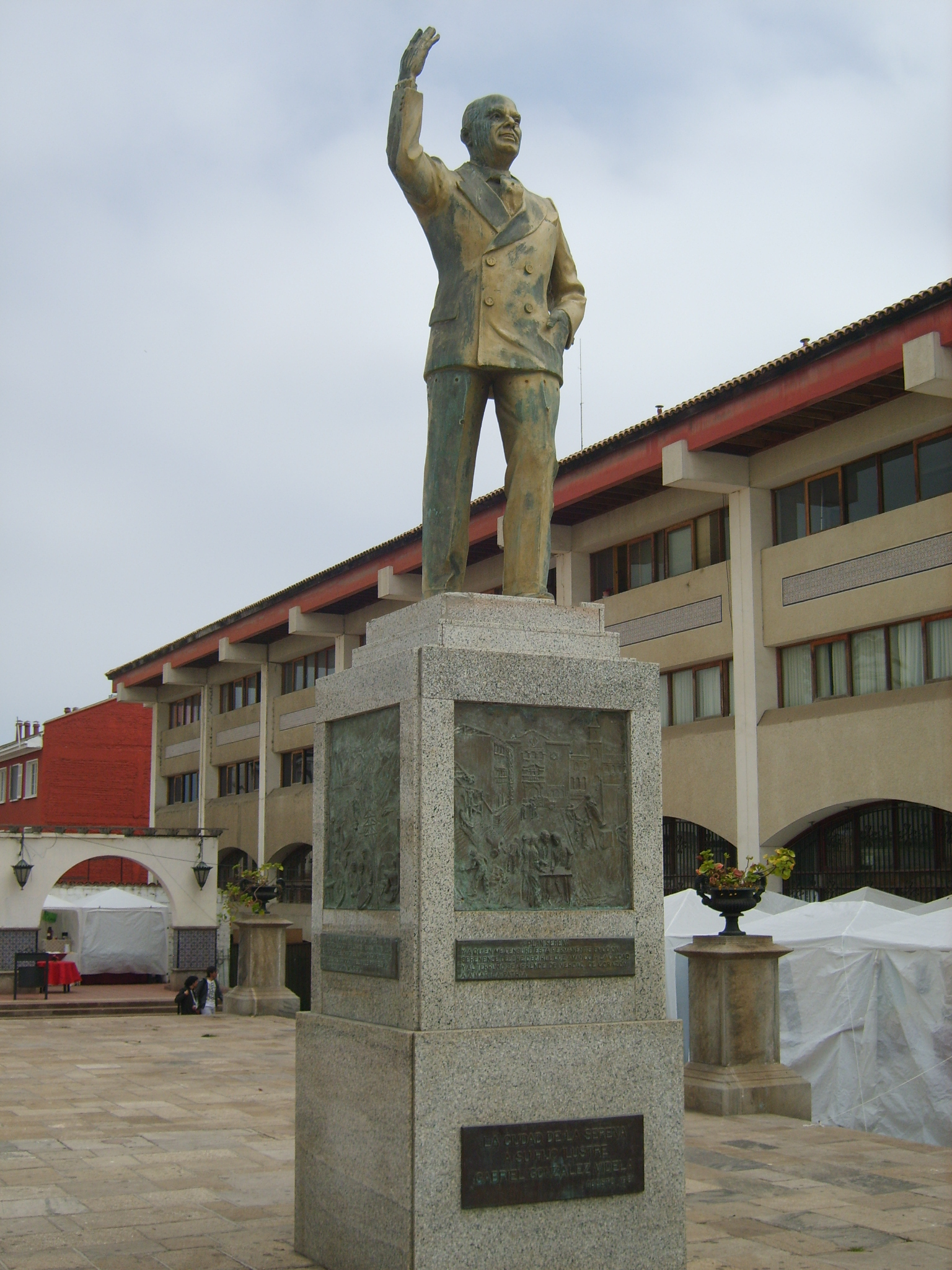
Monumento a Gabriel González Videla en La Serena.

En 1957 se fundó la Base Presidente Gabriel González Videla en la Antártida, bautizada con su nombre por haber sido el primer presidente del mundo en visitar ese continente.
El 26 de agosto de 1981 se inauguró una plaza con su nombre y un monumento en el centro de La Serena, frente a la plaza de Armas y a un costado de la que fuera su casa. En 1984 comenzó a funcionar el Museo Histórico Gabriel González Videla, ubicado en su antigua mansión de La Serena.
Su estatua ha sido atacada en dos oportunidades. La primera, el 15 de noviembre de 1986 con un artefacto explosivo que dañó una extremidad; y la segunda el 7 de octubre de 2012, con pintura roja y mensajes alusivos a la Ley de defensa permanente de la Democracia, la censura, la traición y persecución a los comunistas, el exilio de Pablo Neruda y las restricciones sindicales, entre otros, sin contar que ya como expresidente apoyo a la dictadura, que fueron parte de su mandato.
Establecimientos educacionales y calles llevan su nombre, pero ha habido también pérdidas de su memoria: así, su casa de Ñuñoa fue demolida por orden de sus nietos, lo que generó malestar en los vecinos, quienes consideraron que se destruía patrimonio histórico del país.